# Bahnhof Nauheim (b Groß Gerau)

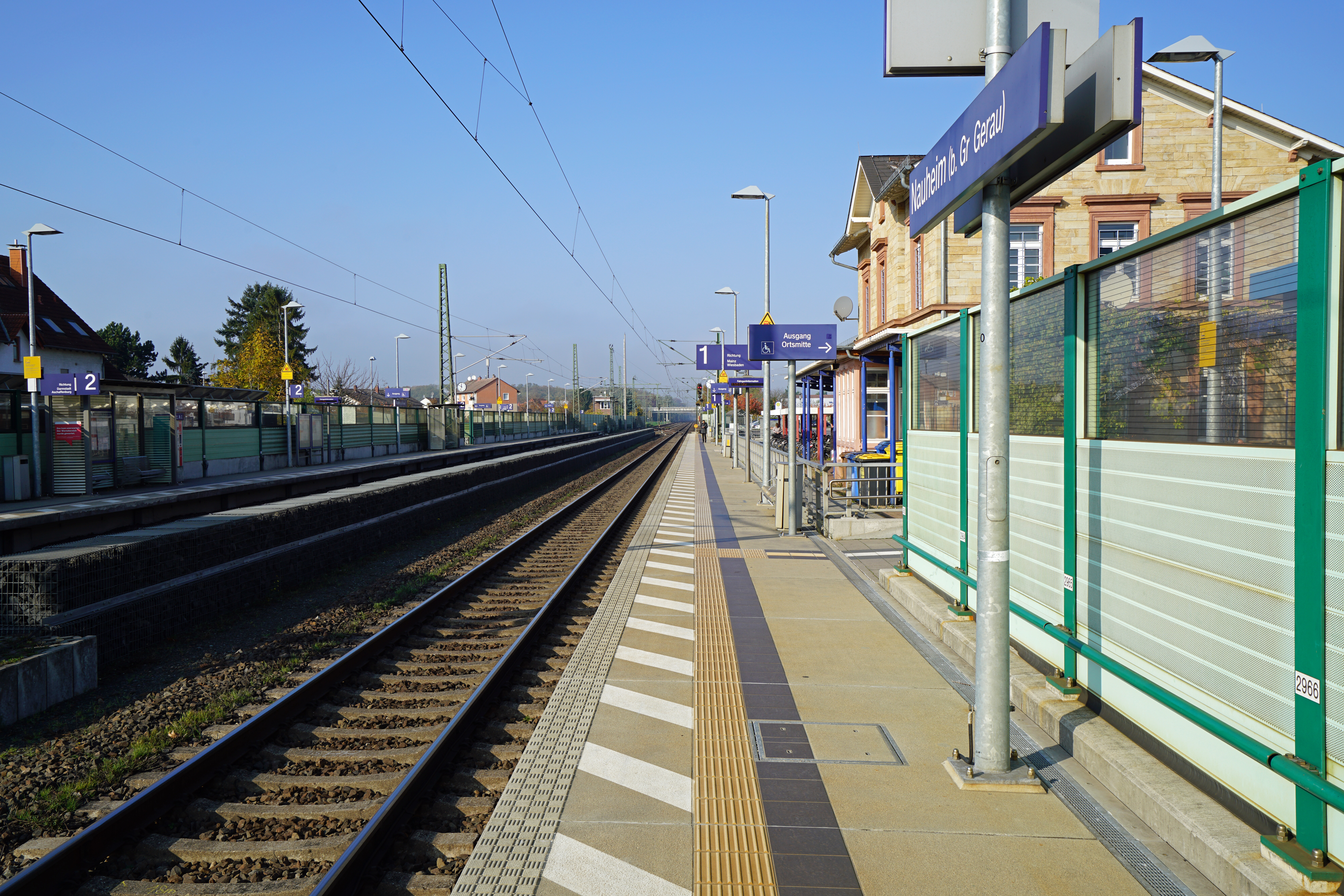
Die Bahnsteiganlagen des Bahnhofs Nauheim (b Groß Gerau) 2017

Der Bahnhof Nauheim (b Groß Gerau) ist der Bahnhof der südhessischen Gemeinde Nauheim.

## Geografische Lage
Der Bahnhof liegt an der 1858 entstandenen Rhein-Main-Bahn (Aschaffenburg–Darmstadt–Wiesbaden) zwischen den Bahnhöfen Mainz-Bischofsheim und Groß Gerau.

## Geschichte
Der Bahnhof wurde 1858 im Zuge der Eröffnung der Rhein-Main-Bahn von Mainz nach Aschaffenburg gebaut. Ab dem 1. August 1858 fuhren dort Güterzüge, bevor am 27. Dezember 1858 auch der erste Personenzug den Ort erreichte. Anfangs besaß die Strecke nur ein Gleis, doch 1869 wurde sie zweigleisig ausgebaut. Das Bahnhofsgebäude war zunächst sehr klein und zweckmäßig und wurde erst 1882/83 durch einen größeren Bau ersetzt. Der Bahnhof lag zunächst einige hundert Meter südwestlich der Ortschaft, diese entwickelte sich aber nach dessen Eröffnung immer mehr zu diesem hin. Die Strecke lag von Anfang an auf einem Bahndamm, sodass Unterführungen ohne großen Aufwand möglich waren. Gütertransporte per Zug fuhren damals aber nicht nur durch, sondern teils auch nach Nauheim; beispielsweise wurden die Setzlinge mancher noch heute stehender Bäume um den Ort herum per Bahn gebracht.
Anfangs wurde die Strecke von der Hessischen Ludwigsbahn betrieben, erst 1897 ging sie in den Besitz der „Königlich Preußischen und Großherzoglich Hessischen Eisenbahndirektion“ in Mainz über, wurde also von da an von Preußen statt von Hessen verwaltet. 1910 wurde das Bahnhofsgebäude nochmals erweitert. Der Zugverkehr wuchs stetig und man stellte daher immer mehr Leute für den Bahnbetrieb ein; so waren 1912 über 40 % der arbeitenden Bevölkerung Nauheims Bahnbedienstete.
2011 wurde ein neuerbauter 55 cm hoher Seitenbahnsteig am Gleis 2 in Betrieb genommen, daraufhin wurde 2012 der Mittelbahnsteig entfernt und der Hausbahnsteig wurde auch auf 55 cm erhöht.

## Gebäude
Das Empfangsgebäude besteht aus einem zweigeschossigen, traufständigen, dreiachsigen Mittelbau mit zwei kurzen einstöckigen Seitenflügeln aus Buntsandstein, die ursprünglich wohl ebenfalls beide traufständig waren. Das Dach des östlichen Flügels wurde durch ein Flachdach ersetzt. Die Fassade des Mittelbaus ist sowohl bahnsteig- als auch straßenseitig mittig durch einen einachsigen, übergiebelten Mittelrisaliten gegliedert.
Das Stellwerk (Nf) des Bahnhofs ist ein kubischer Klinkerbau von 1927. Das Obergeschoss ist für den Fahrdienstleiter großzügig verglast, das Untergeschoss weist nur einige schlitzartige, schmale Fenster auf. Die Fensterformen und die Wahl des Baumaterials waren für den damals modernen  Expressionismus typisch.
Beide Gebäude sind Kulturdenkmäler nach dem Hessischen Denkmalschutzgesetz.

## Lage
Die ehemaligen örtlichen Gütergleise sind entfernt, westlich der Bahnsteige liegt zwischen den Streckengleisen ein Ausweichgleis. 

## Betrieb
Der Bahnhof wird von der Regionalbahnlinie RB 75 angefahren, die im Stundentakt (im Berufsverkehr teilweise alle 30 Minuten) zwischen Wiesbaden und Aschaffenburg über Mainz und Darmstadt verkehrt.
| Linie | Verlauf | Takt |
| ----- | --- | --- |
| RB 75 | Rhein-Main-Bahn: Wiesbaden Hbf – Mainz Hbf – Mainz Römisches Theater – (Mainz-Gustavsburg –) (stündlich) Mainz-Bischofsheim – Nauheim (b Groß Gerau) – Groß Gerau – Klein-Gerau – Weiterstadt – Darmstadt Hbf – Darmstadt Nord – Darmstadt-Kranichstein – Messel – Dieburg – Altheim (Hess) – Hergershausen – Babenhausen (Hess) – Stockstadt (Main) – Mainaschaff – Aschaffenburg Hbf Stand: Fahrplanwechsel Dezember 2021 | 25/35 min (wochentags) 25/35 min (Wiesb.–Darmstadt sa) 60 min (Darmstadt–Aschaffenb. sa) 60 min (so/feiertags) |